# ماساتو يوكوتا
ماساتو يوكوتا (باليابانية: 横田真人؛ بالكانا: よこた まさと) هو عداء المسافات المتوسطة ياباني، ولد في 19 نوفمبر 1987 في طوكيو في اليابان.

## وصلات خارجية
- ماساتو يوكوتا على موقع الاتحاد الدولي لألعاب القوى (الإنجليزية)
- ماساتو يوكوتا على موقع اللجنة الأولمبية الدولية (الإنجليزية)
- ماساتو يوكوتا على موقع أوليمبيديا (الإنجليزية)